# Iraota aenus
Iraota aenus är en fjärilsart som beskrevs av Hans Fruhstorfer 1907. Iraota aenus ingår i släktet Iraota och familjen juvelvingar. Inga underarter finns listade i Catalogue of Life.